# Centruroides insulanus
Centruroides insulanus es una especie de escorpión del género Centruroides, familia Buthidae. Fue descrita científicamente por Thorell en 1876.
Se distribuye por Jamaica y Cuba. El sintipo masculino mide 65 milímetros y el sintipo femenino 64 milímetros.